# لغات موردفينية
لغات موردفينية (بالروسية: Мордовские языки) هي مجموعة لغوية فرعية من عائلة اللغات الأورالية، تضم هذه المجموعة كل من لغة الإرزيا (Erzya language) و لغة الموكشا ( Moksha language). في السابق كانت تعتبر الموردفينية لغة واحدة بلهجتين ( الإرزيا والموكشا) إلا أنها باتت تعتبر اليوم مجموعة لغوية صغيرة نظراً للاختلافات المهمة في الصواتة و البنية المفرداتية و القواعد بين الإرزيا والموكشا، حيث أن متكلمي اللهجتين يعجزون عن التفاهم مع بعضهم البعض إلى حد الاضطرار للتفاهم باللغة الروسية.